# Poliuto
Poliuto – opera z muzyką Gaetana Donizettiego i librettem Salvatore Cammarano, skomponowana w 1838 roku dla neapolitańskiego Teatro San Carlo, lecz niewystawiona z powodu zakazu wydanego przez króla Ferdynanda II. W wersji francuskiej grand opéra, zatytułowanej Męczennicy ((fr.) Les Martyrs) wystawiona w 1840 roku w Paryżu. W wersji włoskiej, łączącej pierwotną z elementami opracowania francuskiego, wystawiona w Neapolu dopiero w 1848 roku.

## Osoby
- Polieuktes (Poliuto/Polyeucte)[b][1] – tenor
- Paulina (Paolina/Pauline) – sopran
- Sewerus (Severo/Sévère) – baryton
- Nearkos (Nearco/Néarque) – tenor
- Feliks (Felice/Félix) – bas
- Kallistenes (Callistene/Callisthènes) – bas

## Treść
Akcja opery rozgrywa się w armeńskim mieście Melitene w pierwszych wiekach chrześcijaństwa.
Akt I
Polieuktes, wprowadzony do wspólnoty przez swego przyjaciela Nearkosa, przyjmuje w katakumbach chrzest, czemu bezskutecznie usiłuje zapobiec jego żona Paulina, obawiająca się niebezpieczeństw związanych z prześladowaniem chrześcijan. Do miasta przybywa nowy prokonsul rzymski Sewerus, niegdyś związany uczuciami z Pauliną; jego zadaniem ma być zniszczenie rodzącej się gminy chrześcijańskiej.
Akt II
Kallistenes, kapłan Jowisza wprowadza Sewerusa do domu Feliksa, ojca Pauliny, by tworząc pozory jej zdrady zemścić się na niej za odrzucenie jego umizgów. Paulina odrzuca awanse Sewerusa, ale intryga Kallistenesa osiąga cel: Polieuktes jest przekonany, że żona zdradziła go z Rzymianinem. Nearkos zostaje aresztowany przez Rzymian, a kiedy torturami usiłują oni wydobyć od niego imię nowo ochrzczonego, Polieuktes sam wyznaje że to on i zostaje również wtrącony do więzienia.
Akt III
Paulina odwiedza Polieuktesa w więzieniu i oczyszcza się z podejrzeń o zdradę wyjawiając motywy, które kierowały Kallistenesem. Prosi męża, by wyparł się nowej wiary dla ratowania życia, on jednak odmawia. Budzi to w Paulinie wiarę i małżonkowie razem idą na męczeńską śmierć.

## Historia utworu
Donizetti skomponował 3-aktową operę Poliuto na prośbę tenora Adolphe’a Nourrita, który miał być pierwszym wykonawcą partii tytułowej. Przygotowania do prapremiery, która miała odbyć się w neapolitańskim Teatro San Carlo zostały przerwane 12 sierpnia 1838 roku dekretem króla Obojga Sycylii Ferdynanda II, który zakazał wystawienia utworu uznając go za bluźnierczy.
Wobec niemożności wystawienia opery we Włoszech Donizetti przerobił ją na potrzeby opery paryskiej, tworząc jej opracowanie jako grand opéra, z librettem opracowanym przez Eugène’a Scribe’a. Wersja francuska, zatytułowana Męczennicy ((fr.) Les Martyrs) jest czteroaktowa; kompozytor rozszerzył partyturę o nowe fragmenty, dodał uwerturę i wstawkę baletową oraz wprowadził liczne korekty. Partię Polieuktesa kreował Gilbert Duprez, wielki rywal Adolphe’a Nourrita, jako Paulina wystąpiła Julie Dorus-Gras, a jako Nearkos – Pierre-François Wartel. Dostosowana do gustów publiczności francuskiej opera spodobała się publiczności, choć krytyka przyjęła ją powściągliwie; na scenie opery paryskiej odbyło się 20 przedstawień Męczenników.
Już po śmierci Donizettiego, w 1848 roku wystawiono operę z librettem włoskim w Teatro San Carlo w Neapolu. Nie była to jednak pierwotna wersja utworu, lecz jej połączenie z elementami adaptacji francuskiej. W wiodących partiach wystąpili: Carlo Baucardé (Polieuktes), Eugenia Tadolini (Paulina) i Domenico Ceci (Nearkos). Włosko-francuska wersja opery utrzymała się na scenach włoskich, gdzie wystawiano ją pod różnymi tytułami (Paolina e Severo, Paolina e Poliuto, I Martiri). Słynnymi wykonawcami partii Polieuktesa byli m.in. Enrico Tamberlik, Francesco Tamagno, Beniamino Gigli, Giacomo Lauri-Volpi i Franco Corelli, a partii Pauliny – Maria Caniglia, Maria Callas i Leyla Gencer.